# Ocean (Martin Garrix)
Ocean is een nummer uit 2018 van Martin Garrix en Khalid.
In oktober 2017 stuurde Khalid een tweet naar Garrix, waarin een fan vroeg of Garrix en Khalid met elkaar wilden samenwerken. Garrix antwoordde: "Let's do it." De samenwerking resulteerde in "Ocean", dat in veel landen een (radio)hit werd. Het nummer bereikte de 6e positie in de Nederlandse Top 40, terwijl het in de Vlaamse Ultratop 50 een bescheiden 42e positie behaalde. In de Amerikaanse Billboard Hot 100 flopte het nummer echter met een 78e positie.